# Buzura burmaensis
Buzura burmaensis là một loài bướm đêm trong họ Geometridae.